# Doug Atkins
Douglas Leon „Doug“ Atkins (* 8. Mai 1930 in Humboldt, Tennessee; † 30. Dezember 2015 in Knoxville, Tennessee), Spitzname „Big Doug“, war ein US-amerikanischer American-Football-Spieler. Er spielte als Defensive End in der National Football League (NFL) bei den Cleveland Browns, den Chicago Bears und den New Orleans Saints.

## Jugend
Doug Atkins wurde in Tennessee geboren und zog nach seiner Geburt mit seinen Eltern nach Kalifornien. Nach der Rückkehr in seine Geburtsstadt spielte er an der High School Basketball. In der Spielrunde 1949/1950 führte er seine Mannschaft zu 44 aufeinanderfolgenden Siegen und wurde in die Staatsauswahl gewählt. American Football spielte Atkins an der High School nicht.

## Spielerlaufbahn

### Collegekarriere
Im Jahr 1950 erhielt Atkins ein Basketballstipendium an der University of Tennessee. Da die Trainer seines Colleges schnell bemerkt hatten, dass seine athletischen Fähigkeiten, er war 2,03 m groß, ihn auch zu einem guten Footballspieler machen würden, waren sie bemüht ihn dazu zu überreden auch Football zu spielen. Atkins nahm das Angebot an. Die Footballmannschaft seines Colleges, die „Tennessee Volunteers“ setzte ihn zunächst als Defensive Tackle in der Defense der Mannschaft ein. Sein Team zog 1950 in den Cotton Bowl ein und gewann das Spiel gegen die University of Texas at Austin mit 20:14. Die amerikanische Presse wählte die Volunteers in diesem Jahr zum nationalen Collegemeister. Ab dem Spieljahr 1951 lief Atkins als Defensive End auf. In diesem Jahr konnte die Mannschaft den nationalen Titel verteidigen, obwohl man im Sugar Bowl gegen die University of Maryland mit 28:13 verlor. 1952 wurde Atkins zum All-American gewählt. Atkins war auch ein erfolgreicher Leichtathlet. Im Hochsprung gewann er die Conference-Meisterschaft.

### Profikarriere
Doug Atkins wurde 1953 von den Cleveland Browns in der ersten Runde an 11. Stelle gedraftet. Der Head Coach der Browns Paul Brown setzte ihn in der Defense der Mannschaft ein. Atkins spielte dort zusammen mit Len Ford als Defensive End. Sein Jahressalär betrug in seinem Rookiespieljahr 6.800 US-Dollar. Die Browns waren 1953 eine der besten Mannschaften in der NFL. Sie wurden allerdings von den Detroit Lions im NFL-Endspiel mit 17:16 besiegt. Nach der Saison erhielt Atkins ein Angebot der Baltimore Bullets, einer Mannschaft der National Basketball Association (NBA). Die Bullets boten ihm ein Jahreseinkommen vom 7.500 US-Dollar an. Atkins lehnte dieses Angebot ab.
1954 zog Atkins mit seinem Team erneut in das NFL-Endspiel ein. Diesmal gewannen sie gegen die von Buddy Parker trainierten Lions mit 56:10.
Nach der Saison 1955 wechselte Atkins zu den von George Halas trainierten Chicago Bears. 1956 übernahm Paddy Driscoll das Traineramt bei den Bears und führte die Mannschaft im selben Jahr in das NFL-Endspiel gegen die New York Giants. Die Giants gingen mit 47:7 als Sieger vom Platz. 1958 kehrte Halas in das Traineramt der Bears zurück, er konnte allerdings mit seiner Mannschaft erst im Jahr 1963 wieder in ein Endspiel einziehen. Durch den 14:10-Sieg der Bears über die Giants gewann Atkins seinen zweiten Meistertitel.
Im Jahr 1967 schloss sich Atkins den neugegründeten New Orleans Saints an. Der von Tom Fears betreuten Mannschaft blieb er bis zu seinem Karriereende im Jahr 1969 treu. Ein mit 100.000 US-Dollar Gehalt verbundenes Angebot der Washington Redskins seine Laufbahn dort fortzusetzen, lehnte er ab.

## Nach der Spielerlaufbahn
Douglas Atkins arbeitete nach seiner Spielerlaufbahn unter anderem in einer Sargtischlerei. Er war zweimal verheiratet und hatte einen Sohn. Atkins fand in seiner Geburtsstadt auf dem Rose Hill Cemetery seine letzte Ruhestätte.

## Ehrungen
Atkins spielte achtmal im Pro Bowl, dem Abschlussspiel der besten Spieler einer Saison. Nach dem Pro Bowl 1958 wurde er zum wertvollsten Spieler des Spiels gewählt. Atkins wurde zehnmal zum All-Pro gewählt. Er ist Mitglied im NFL 1960s All-Decade Team, in der Pro Football Hall of Fame, in der Chicagoland Sports Hall of Fame und in der College Football Hall of Fame. Seine Rückennummer 81 wurde bei den Saints gesperrt, seine Rückennummer 91 wird an der University of Tennessee nicht mehr vergeben.